# Провулок Бориса Шахліна
Прову́лок Бориса Шахліна — провулок у Голосіївському районі міста Києва, місцевість Нова Забудова. Пролягає від вулиці Антоновича до Великої Васильківської вулиці.

## Історія
Провулок виник у середині XIX століття і мав назву (2-й) Васильківський, тобто такий, що починався від Великої Васильківської вулиці. З 1955 року — провулок Горького, на честь російського письменника Максима Горького.
Сучасна назва на честь українського радянського спортсмена-гімнаста Бориса Шахліна — з 2017 року.